# Teatro Comunale di Sassari
Il teatro comunale di Sassari è il maggior teatro della città e, con i suoi 1421 posti, uno dei più grandi in Sardegna.
L'edificio si trova nel quartiere liberty di  Cappuccini, nella piazza omonima a fianco della chiesa dei Cappuccini e del conservatorio Luigi Canepa, col quale costituisce un polo artistico-musicale chiamato "Distretto della musica e della creatività".
L'esigenza di costruire un teatro di capienza adeguata, viste le contenute dimensioni dello storico Teatro Verdi, portò alla nascita del progetto nel 1984 con l'allora Sindaco Raimondo Rizzu. I lavori per la costruzione furono affidati all'architetto sassarese Elia Lubiani e cominciarono nel 1990 e si sono protratti a causa degli scarsi finanziamenti e di varie vicissitudini fino a vent'anni. Il 25 ottobre del 2007, quando il cantiere era prossimo alla conclusione, un incendio tuttora inspiegato colpì la sala audizioni e il tetto. È in fase di completamento il parcheggio interrato di 470 stalli annesso alla struttura.
Sin dall'apertura della struttura, il progetto è stato aspramente criticato dagli utenti, che lamentano la scarsa o nulla visuale di alcune file (in particolare le prime file della galleria) e la presenza di correnti d'aria fredda che rendono invivibile il teatro nei mesi invernali, nonostante i potenti impianti di riscaldamento.
È stato inaugurato informalmente il 21 febbraio 2012 alla presenza del presidente della Repubblica Giorgio Napolitano. Il 12 ottobre 2012 fu l'opera Romeo et Juliette di Charles Gounod ad inaugurarlo definitivamente per la tradizionale stagione lirica.
Il teatro è ormai utilizzato stabilmente per le Stagioni Liriche organizzate dell'Ente Concerti Marialisa de Carolis e per la stagione di prosa organizzata dalla Cedac.